# Бурлаку
Бурла́ку (Бурлаки, рум. Burlacu) — село в Кагульському районі Молдови, є центром комуни, до якої також відноситься село Спікоаса.
Село розташоване на річці Мала Салча.